# Pendleton (Misuri)
Pendleton es una villa ubicada en el condado de Warren en el estado estadounidense de Misuri. En el Censo de 2010 tenía una población de 43 habitantes y una densidad poblacional de 180,46 personas por km².

## Geografía
Pendleton se encuentra ubicada en las coordenadas 38°49′35″N 91°13′54″O / 38.82639, -91.23167. Según la Oficina del Censo de los Estados Unidos, Pendleton tiene una superficie total de 0.24 km², de la cual 0.24 km² corresponden a tierra firme y (1.09%) 0 km² es agua.

## Demografía
Según el censo de 2010, había 43 personas residiendo en Pendleton. La densidad de población era de 180,46 hab./km². De los 43 habitantes, Pendleton estaba compuesto por el 100% blancos, el 0% eran afroamericanos, el 0% eran amerindios, el 0% eran asiáticos, el 0% eran isleños del Pacífico, el 0% eran de otras razas y el 0% pertenecían a dos o más razas. Del total de la población el 0% eran hispanos o latinos de cualquier raza.